# Algonkinski jezici
Algonkinski jezici (privatni kod: algo) čine veliku jezičnu porodicu indijanskih jezika, bivša članica bivše porodice Algonquian-Wakashan, danas se vodi pod Veliku porodicu Macro-Algonquian. Obuhvaća oko 50 jezika
Članovi ove jezične zajednice nastanjuju predjele uz atlantsku obalu Sjeverne Amerike od poluotoka Labrador, i na jug do Pamlico Sounda. Druga velika grupa živi u krajevima oko Velikih jezera i kroz južnu Kanadu, i treća na Sjevernim velikim prerijama. Obuhvaća jezike i dijalekte:
a. Centralni algonkijski (23):
a1. Cree-Montagnais-Naskapi (9): Atikamekw [atj] (Kanada); Cree, Moose [crm] (Kanada); Cree, sjeveroistočni [crl] (Kanada); cree, plains [crk] (Kanada); cree, jugoistočni [crj] (Kanada); cree, swampy [csw] (Kanada); Cree, Woods [cwd] (Kanada); Montagnais [moe] (Kanada); Naskapi [nsk] (Kanada); etchemin
a2. Ojibwa (8): Algonquin [alq] (Kanada); Chippewa [ciw] (SAD); ojibwa, centralni [ojc] (Kanada); ojibwa, istočni [ojg] (Kanada); ojibwa, sjeverozapadni [ojb] (Kanada); Ojibwa, Severn [ojs] (Kanada); ojibwa, zapadni [ojw] (Kanada)
Ottawa [otw] (Kanada)
Kickapoo [kic] (SAD)
Menominee [mez] (SAD)
Meskwaki [sac] (SAD)
Miami [mia] (SAD)
Potawatomi [pot] (SAD)
Shawnee [sjw] (SAD)
b. Istočnoalgonkijski (17): abnaki, istočni [aaq] (SAD); abnaki, zapadni [abe] (Kanada); Malecite-Passamaquoddy [pqm] (Kanada); Micmac [mic] (Kanada); Mohegan-Montauk-Narragansett [mof] (SAD); munsee [umu] (Kanada); nanticoke [nnt] (SAD); powhatan [pim] (SAD); quiripi [qyp] (SAD); unami [unm] (SAD); wampanoag [wam] (SAD)
c. Prerijskoalgonkijski (5)
c1. Arapaho (3): Arapaho [arp] (SAD); Gros Ventre [ats] (SAD); Nawathinehena [nwa] (SAD)
Blackfoot [bla] (Kanada)
Cheyenne [chy] (SAD)
d. Neklasificirani (1): Lumbee [lmz] (SAD)
Carolina Algonquian [crr] (SAD)
Mahican [mjy] (SAD)
Piscataway [psy] (SAD)

## Vanjske poveznice
- Ethnologue (14th)
- Ethnologue (15)
- Ethnologue (16th)
- Algonquian Family
- Evan Pritchard, The Major Alqonquin* Nations   Arhivirana inačica izvorne stranice od 17. rujna 2007. (Wayback Machine)